# Iannis Ritsos
Iannis Ritsos (en grec: Γιάννης Ρίτσος) (Monembasia, 1 d'abril de 1909 - Atenes, 11 de novembre de 1990) fou un poeta líric grec. A banda de la seva immensa obra poètica (més de cent reculls de poemes), va publicar contes, obra dramàtica, assaig, cròniques i nombroses traduccions.
Va ser col·laborador del diari de perfil comunista Rizospastis. Va prendre part activa en la resistència grega contra l'ocupació nazi i va patir exili forçós (1948-1952) en diverses illes gregues (Lemnos, Macrònisos, Aios Stratis). Nominat en dues ocasions al premi Nobel de Literatura, l'any 1975-76 va guanyar el Premi Lenin de la Pau entre els pobles, el màxim guardó literari de la Unió Soviètica, i també obtingué diversos premis literis arreu de l'Europa de l'Est.

## Obra

### Poemes
- Tractor (Τρακτέρ) 1934
- Piràmides (Πυραμίδες) 1935
- Epitafi (Επιτάφιος) 1936
- La cançó de la meva germana (Το τραγούδι της αδελφής μου) 1937
- Simfonia de primavera (Εαρινή συμφωνία) 1938
- Vella mazurka al ritme de la pluja (Παλιά μαζούρκα σε ρυθμό βροχής) 1943
- Veinats del món (Γειτονιές του κόσμου) 1949
- L'home amb el clavell (Ο άνθρωπος με το γαρύφαλλο) 1952
- Estel del matí (Πρωινό άστρο) 1955
- La sonata del clar de lluna (Η σονάτα του σεληνόφωτος) 1956
- Comiat (Αποχαιρετισμός) 1957
- L'arquitectura dels arbres (Η αρχιτεκτωνική των δένδρων) 1958
- Les velles i el mar (Οι γερόντισσες κ' η θάλασσα) 1959
- La finestra (Το παράθυρο) 1960
- El pont (Η γέφυρα) 1960
- La casa morta (Το νεκρό σπίτι) 1962
- 12 poemes per Kavafis (12 ποιήματα για τον Καβάφη) 1963
- Testimoniatges I (Μαρτυρίες Α') 1963
- Jocs del cel i de l'aigua (Παιχνίδια τ' ουρανού και του νερού) 1964
- Filoctetes (Φιλοκτήτης) 1965
- Grecitat (Ρωμιοσύνη) 1966
- Orestes (Ορέστης) 1966
- Testimoniatges II (Μαρτυρίες Β') 1966
- Hèlena (H Ελένη) 1972
- Quarta dimensió (Τέταρτη διάσταση) 1972
- El retorn d'Ifigenia (Η επιστροφή της Ιφιγένειας) 1972
- Crisòtemis (Χρυσοθέμις) 1972
- Divuit cançons de la pàtria amarga (Δεκαοχτώ λιανοτράγουδα της πικρής πατρίδας) 1973
- Himne i plany per Xipre (Υμνος και θρήνος για την Κύπρο) 1974
- El mur dins el mirall (Ο τοίχος μέσα στον καθρέφτη) 1974
- La senyora de les vinyes (Η κυρά των αμπελiών) 1975
- Diari de l'exili (Ημερολόγιο εξορίας) 1975
- Tard, molt tard, de nit entrada

## Traduccions al català
- La sonata del clar de lluna. Traducció de Joan Casas. Martorell: Adesiara Editorial, 2012.
- Els Atrides. Sota l'ombra de la muntanya / Orestes / Agamèmnon. Traducció de Joan Casas. Martorell: Adesiara Editorial, 2014.
- Persèfone / Àiax / Filoctetes. Traducció de Joan Casas. Martorell: Adesiara Editorial, 2016.
- Quarta dimensió. Traducció de Joan Casas. Martorell: Adesiara Editorial, 2024.